# Philipe Sampaio
Philipe Sampaio Azevedo (San Paolo, 11 novembre 1994) è un calciatore brasiliano, difensore del Botafogo.

## Caratteristiche tecniche
Gioca come difensore centrale.

## Carriera
Philipe Sampaio è cresciuto nel settore giovanile del Santos; pur senza debuttare in prima squadra viene ceduto in prestito al Paulista. L'anno successivo viene acquistato dal Boavista, club appena integrato in Primeira Liga dopo l'ampliamento del campionato ed il ribaltamento della sentenza Fischietto d'oro.
Esordisce il 1º settembre 2014 giocando 90 minuti contro il Rio Ave, partita persa per 4-0. Il 28 settembre mette a segno la sua prima rete in carriera nella vittoria per 3-2 contro il Gil Vicente, siglando il momentaneo 1-1.